# STS-66
是历史上第六十五次航天飞机任务，也是亞特蘭提斯號太空梭的第十三次太空飞行。

## 任务成员
- 唐纳德·麦克蒙纳格（Donald R. McMonagle，曾执行、以及任务），指令长
- 柯提斯·布朗（Curtis Brown，曾执行、以及任务），飞行员
- 艾伦·奥查（Ellen Ochoa，曾执行、以及任务），有效载荷指令长
- 斯科特·帕拉金斯基（Scott E. Parazynski，曾执行、以及任务），任务专家
- 约瑟夫·坦纳（Joseph R. Tanner，曾执行、以及任务），任务专家
- 让-弗朗西斯·格列福瑞（Jean-François Clervoy，法国宇航员，曾执行、以及任务），任务专家